# 武平郡
武平郡（ぶへい-ぐん）は、かつてベトナム北部に中国王朝が設置した郡。

## 概要
271年（建衡3年）、呉の陶璜が扶厳夷を撃破し、武平郡が立てられた。武平郡は交州に属した。
晋のとき、武平郡は武寧・武興・進山・根寧・安武・扶安・封渓の7県を管轄した。
南朝斉のとき、武平郡は武定・封渓・平道・武興・根寧・南移の6県を管轄した。
589年（開皇9年）、隋が南朝陳を滅ぼすと、武平郡は廃止されて、交州に編入され、武平郡の呼称は姿を消した。